# Stazione di Ishikawadai
La stazione di Ishikawadai (石川台駅?, Ishikawadai-eki) è una stazione ferroviaria di Tokyo che si trova a Ōta ed è servita dalla linea ● Ikegami delle Ferrovie Tōkyū.

## Linee
Tōkyū Corporation
● Linea Tōkyū Ikegami

## Struttura
La stazione, è costituita da due binari passanti con due marciapiedi laterali in superficie. L'accesso alle due direzioni è separato, con tornelli diversificati. I servizi igienici sono disponibili solo sul binario per la direzione Gotanda, e l'illuminazione della stazione è effettuata con tecnologia LED a basso consumo energetico.
| 1 | ● Linea Tōkyū Ikegami |  | per Yukigaya-Ōtsuka, Ikegami e Kamata |
| 2 | ● Linea Tōkyū Ikegami |  | per Hatanodai e Gotanda               |

## Stazioni adiacenti
| «                   | Servizio            | »                   |
| Linea Tōkyū Ikegami | Linea Tōkyū Ikegami | Linea Tōkyū Ikegami |
| ------------------- | ------------------- | ------------------- |
| Senzoku-Ike         | Locale              | Yukigaya-Ōtsuka     |